# اليخاندرو سانشيز
اليخاندرو سانشيز (بالإسبانية: Alejandro Sánchez Benítez) (3 فبراير 1991 برشلونة إسبانيا - ) هو لاعب كرة قدم إسباني يلعب كحارس مرمى.

## روابط خارجية
- اليخاندرو سانشيز على موقع قاعدة بيانات كرة القدم.إي يو (الإنجليزية)
- اليخاندرو سانشيز على موقع Soccerway.com (الإنجليزية)
- اليخاندرو سانشيز على موقع عالم كرة القدم.نت (الإنجليزية)